# Renaissance Hotels

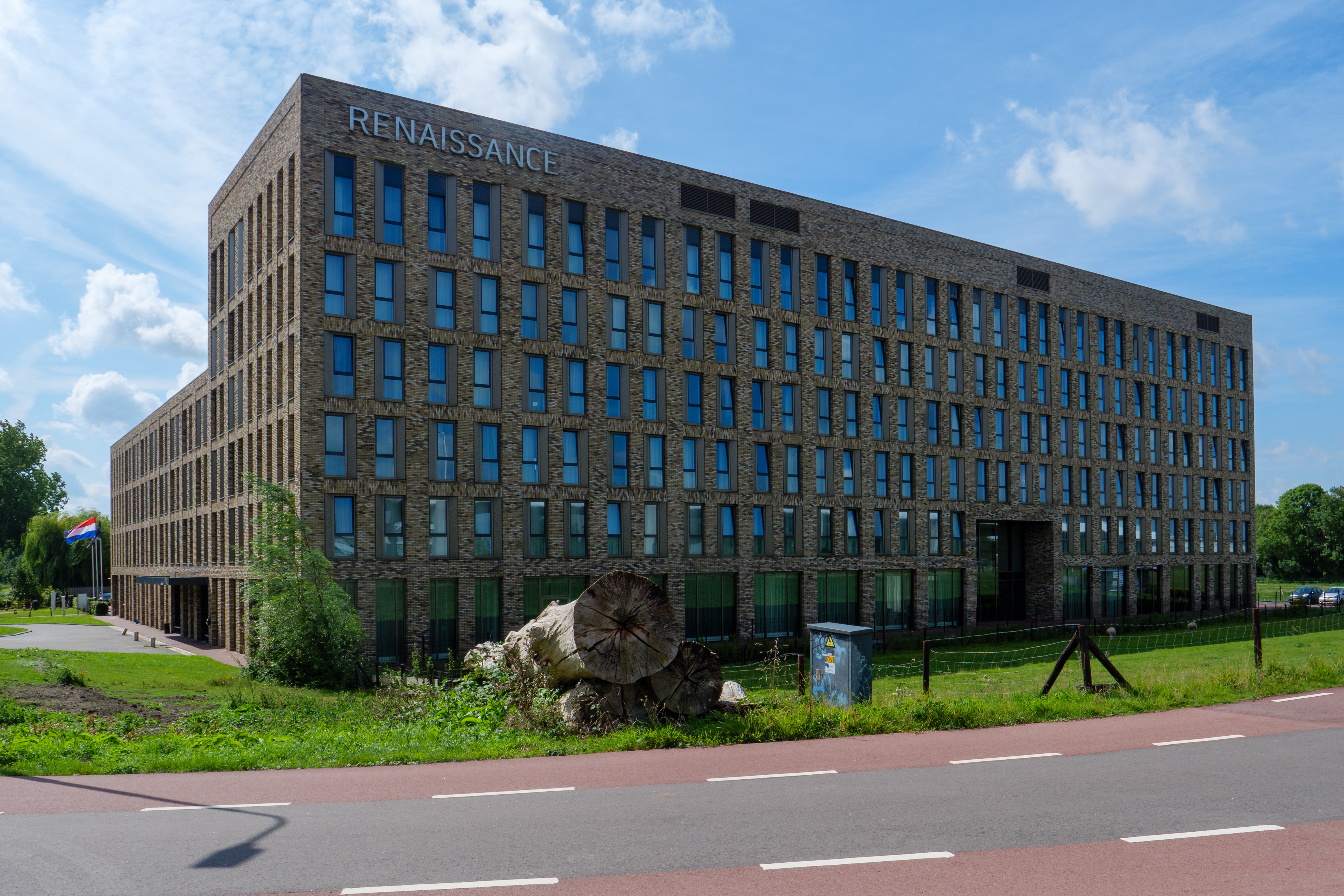
Renaissance Amsterdam Schiphol Airport Hotel 2025

Renaissance Hotels ist eine weltweit vertretene Hotelkette. Die Marke ist Eigentum von Marriott International. Viele Hotels werden von Marriott geführt, es gibt jedoch auch wenige Renaissance-Hotels, welche von Franchisenehmern betrieben werden.

## Geschichte
Renaissance Hotels wurden 1982 ursprünglich als Ramada Renaissance Hotels gegründet, um damit neben den normalen Ramada-Häusern (i. d. R. 3- oder 4-Sterne-Hotels) auch im hochpreisigen Hotelmarkt vertreten zu sein. 1989 wurde Ramada hospitality and franchise system von New World Development Company of Hong Kong gekauft (die US-Rechte wurden an Prime Hospitality verkauft) und 1993 wurde Renaissance Hotels als eigenständige Marke etabliert, während die ehemalige Ramada Corp. in Aztar Corp. umbenannt wurde. Im Jahre 1996 kaufte New World die Stouffer Hotels Co. von Nestlé und transformierte diese in Renaissance-Häuser. 1997 kaufte Marriott den Großteil von New World, wodurch die meisten Renaissance-Hotels nun zu Marriott gehörten. Im Jahr 2005 kaufte Marriott die meisten verbleibenden bei New World/CTF geführten Renaissance-Hotels in Nordamerika und Europa mit der Absicht, diese unter Langzeitmanagement- und Franchiseverträgen zu verkaufen.

## Häuser
Zu der Kette gehören überwiegend 5-Sterne-Hotels und -Resorts, darunter auch die insbesondere in den USA bekannten Hotels am Times Square in New York, das The Mayflower Renaissance Washington, DC Hotel (in welchem seit 1925 jeder Inaugurationsball der US-Präsidenten veranstaltet wurde) oder das The Stanford Court Renaissance San Francisco Hotel (direkt am Nob Hill). 
Deutsche Hotels dieser Kette befinden sich in Bochum, Düsseldorf und Hamburg. Anzahl und Verteilung der Hotels unterliegen einigen Schwankungen, seitdem die Kette zu Marriott gehört. Grund hierfür sind konzerninterne Umfirmierungen (so wurde z. B. das ehemalige Münchener Ramada-Hotel in ein Renaissance-Hotel umgewandelt, während das in Sydney bestehende Haus nun unter Marriott firmiert), Neubauten (z. B. in Bangkok, Bochum) und die Übergabe eines Hauses an einen Mitbewerber (wie etwa Dortmund oder auch Goa, Indien und Alexandria, Ägypten).

### Afrika

#### Ägypten
- Kairo, Renaissance Cairo Mirage City Hotel
- Sharm El Sheikh, Renaissance Sharm El Sheikh Golden View Beach Resort

#### Algerien
- Tlemcen, Renaissance Tlemcen Hotel

### Asien

#### Bangladesch
- Dhaka, Renaissance Dhaka Gulshan Hotel

#### China
- Beijing, Renaissance Beijing Capital Hotel
- Beijing, Renaissance Beijing Wangfujing Hotel
- Chengdu, Renaissance Chengdu Hotel
- Guiyang, Guizhou, Renaissance Guiyang Hotel, Guizhou
- Haikou, Renaissance Haikou Hotel
- Hangzhou, Renaissance Hangzhou Northeast Hotel
- Hong Kong, Renaissance Hong Kong Harbour View Hotel
- Huizhou, Renaissance Huizhou Hotel
- Nanjing, Renaissance Nanjing Olympic Center Hotel
- Sanya, Renaissance Sanya Resort & Spa
- Shanghai, Renaissance Shanghai Pudong Hotel
- Shanghai, Renaissance Shanghai Yu Garden Hotel
- Shanghai, Renaissance Shanghai Putuo Hotel
- Shanghai, Renaissance Shanghai Zhongshan Park Hotel
- Shanghai, Renaissance Shanghai Caohejing Hotel
- Shenyang, Renaissance Shenyang West Hotel
- Suzhou City, Renaissance Suzhou Wujiang Hotel
- Suzhou City, Renaissance Suzhou Taihu Lake Hotel
- Suzhou Industrial Park, Renaissance Suzhou Hotel
- Tianjin, Renaissance Tianjin TEDA Convention Centre Hotel
- Tianjin, Renaissance Tianjin Lakeview Hotel
- Wuhan, Renaissance Wuhan Hotel

#### Taiwan
- Taipei, Renaissance Taipei Shihlin Hotel

#### Indien
- Ahmedabad, Renaissance Ahmedabad Hotel
- Bengaluru, Renaissance Bengaluru Race Course Hotel
- Lucknow, Renaissance Lucknow Hotel
- Mumbai, Renaissance Mumbai Convention Centre Hotel

#### Indonesien
- Bali, Renaissance Bali Uluwatu Resort & Spa

#### Japan
- Okinawa, Renaissance Okinawa Resort, Kunigami-gun

#### Kasachstan
- Atyrau, Renaissance Atyrau Hotel

#### Malaysia
- Johor Bharu, Renaissance Johor Bahru Hotel
- Kuala Lumpur, Renaissance Kuala Lumpur Hotel

#### Thailand
- Bangkok, Renaissance Bangkok Ratchaprasong Hotel
- Koh Samui, Renaissance Koh Samui Resort & Spa
- Pattaya, Renaissance Pattaya Resort & Spa
- Phuket, Renaissance Phuket Resort & Spa

#### Vietnam
- Ho Chi Minh City, Renaissance Riverside Hotel Saigon, Ho Chi Minh City

### Europa

#### Belarus
- Minsk, Renaissance Minsk Hotel

#### Belgien
- Brüssel, Renaissance Brussels Hotel

#### Deutschland
- Bochum, Renaissance Bochum Hotel
- Hamburg, Renaissance Hamburg Hotel

#### Frankreich
- Aix-en-Provence, Renaissance Aix-en-Provence Hotel
- Bordeaux, Renaissance Bordeaux Hotel
- Paris, Renaissance Paris Arc de Triomphe Hotel
- Paris, Renaissance Paris La Defense
- Paris, Renaissance Paris Le Parc Trocadero Hotel
- Paris, Renaissance Paris Vendôme Hotel
- Paris, Renaissance Paris Republique Hotel
- Rueil-Malmaison, Renaissance Paris Hippodrome de St. Cloud Hotel

#### Italien
- Barga, Renaissance Tuscany Il Ciocco Resort & Spa, Barga
- Neapel, Renaissance Naples Hotel Mediterraneo

#### Niederlande
- Amsterdam, Renaissance Amsterdam Hotel
- Aalsmeer, Renaissance Amsterdam Schiphol Airport Hotel

#### Polen
- Warschau, Renaissance Warsaw Airport Hotel

#### Russland
- Moskau, Renaissance Moscow Monarch Centre Hotel
- St. Petersburg, Renaissance St. Petersburg Baltic Hotel
- Samara, Renaissance Samara Hotel

#### Österreich
- Wien, Renaissance Wien Hotel, Vienna
- Wien, Imperial Riding School Renaissance Vienna Hotel

#### Spanien
- Barcelona, Renaissance Barcelona Hotel
- Barcelona, Renaissance Barcelona Fira Hotel

#### Schweiz
- Luzern, Renaissance Lucerne Hotel
- Zürich, Renaissance Zurich Tower Hotel

#### Türkei
- Istanbul, Renaissance Polat Istanbul Hotel
- Istanbul, Renaissance Istanbul Polat Bosphorus Hotel
- Izmir, Renaissance Izmir Hotel

#### Vereinigtes Königreich
- Hounslow, Renaissance London Heathrow Hotel, Hounslow
- London, St Pancras Renaissance London Hotel
- Manchester, Renaissance Manchester City Centre Hotel

### Mittlerer Osten
- Aktau, Renaissance Aktau Hotel
- Dubai, Renaissance Downtown Hotel, Dubai
- Tel Aviv, Renaissance Tel Aviv Hotel

### Karibik
- Oranjestad, Renaissance Aruba Resort & Casino, Oranjestad
- Willemstad, Renaissance Curacao Resort & Casino, Willemstad
- Santo Domingo de Guzman, Renaissance Santo Domingo Jaragua Hotel & Casino
- San Juan, La Concha Renaissance San Juan Resort
- St. Croix, Renaissance St. Croix Carambola Beach Resort & Spa

### Nordamerika

#### Kanada
- Edmonton, Renaissance Edmonton Airport Hotel
- Montreal, Renaissance Montreal Downtown Hotel

#### Vereinigte Staaten
(nach Bundesstaaten)
- Birmingham, Renaissance Birmingham Ross Bridge Golf Resort & Spa
- Mobile, Renaissance Mobile Riverview Plaza Hotel
- Mobile, The Battle House Renaissance Mobile Hotel & Spa
- Montgomery, Renaissance Montgomery Hotel & Spa at the Convention Center

- Glendale, Renaissance Phoenix Glendale Hotel & Spa
- Phoenix, Renaissance Phoenix Downtown Hotel

- Aliso Viejo, Renaissance ClubSport Aliso Viejo Laguna Beach Hotel
- Indian Wells, Renaissance Esmeralda Resort & Spa, Indian Wells
- Long Beach, Renaissance Long Beach Hotel
- Los Angeles, Renaissance Los Angeles Airport Hotel
- Newport Beach, Renaissance Newport Beach Hotel
- Palm Springs, Renaissance Palm Springs Hotel
- Sonoma, The Lodge at Sonoma Renaissance Resort & Spa
- Walnut Creek, Renaissance Walnut Creek Hotel

- Broomfield, Renaissance Boulder Flatiron Hotel, Broomfield
- Denver, Renaissance Denver Stapleton Hotel
- Denver, Renaissance Denver Downtown City Center Hotel

- Washington, Renaissance Washington, DC Downtown Hotel

- Boca Raton, Renaissance Boca Raton Hotel
- Fort Lauderdale, Renaissance Fort Lauderdale Cruise Port Hotel
- Fort Lauderdale, Renaissance Fort Lauderdale-Plantation Hotel
- Orlando, Renaissance Orlando Airport Hotel
- Orlando, Renaissance Orlando at SeaWorld
- St Augustine, World Golf Village Renaissance St. Augustine Resort
- St. Petersburg, The Vinoy® Renaissance St. Petersburg Resort & Golf Club
- Tampa, Renaissance Tampa International Plaza Hotel

- Atlanta, Renaissance Atlanta Midtown Hotel
- Atlanta, Renaissance Atlanta Waverly Hotel & Convention Center
- Atlanta, Renaissance Concourse Atlanta Airport Hotel
- Atlanta, Renaissance Atlanta Airport Gateway Hotel

- Chicago, Renaissance Chicago Downtown Hotel
- Chicago, Renaissance Chicago O'Hare Suites Hotel
- Chicago, Renaissance Chicago Glenview Suites Hotel
- Northbrook, Renaissance Chicago North Shore Hotel, Northbrook
- Schaumburg, Renaissance Schaumburg Convention Center Hotel

- Carmel, Renaissance Indianapolis North Hotel, Carmel

- Des Moines, Renaissance Des Moines Savery Hotel

- Baton Rouge, Renaissance Baton Rouge Hotel
- New Orleans, Renaissance New Orleans Arts Warehouse District Hotel
- New Orleans, Renaissance New Orleans Pere Marquette French Quarter Area Hotel

- Baltimore, Renaissance Baltimore Harborplace Hotel

- Boston, Renaissance Boston Waterfront Hotel
- Boston, Renaissance Boston Patriot Place Hotel
- Boston, Renaissance Milwaukee West

- Novi, The Baronette Renaissance Detroit-Novi Hotel

- Minneapolis, Renaissance Minneapolis Hotel, The Depot
- Minneapolis, Renaissance Minneapolis Bloomington Hotel

- St. Louis, Renaissance St. Louis Airport Hotel

- Las Vegas, Renaissance Las Vegas Hotel
- Reno, Renaissance Reno Downtown Hotel

- Elizabeth, Renaissance Newark Airport Hotel, Elizabeth
- Rutherford, Renaissance Meadowlands Hotel, Rutherford

- Albany, Renaissance Albany Hotel
- Chelsea, Renaissance New York Chelsea Hotel
- New York, Renaissance New York Times Square Hotel
- New York, Renaissance New York Midtown Hotel
- New York, New York Flushing Hotel
- New York, Test - Coming soon
- Pittsford, The Del Monte Lodge Renaissance Rochester Hotel & Spa, Pittsford
- West Harrison, Renaissance Westchester Hotel

- Asheville, Renaissance Asheville Hotel
- Charlotte, Renaissance Charlotte SouthPark Hotel
- Raleigh, Renaissance Raleigh North Hills Hotel

- Cincinnati, Renaissance Cincinnati Downtown Hotel
- Cleveland, Renaissance Cleveland Hotel
- Columbus, Renaissance Columbus Downtown Hotel
- Columbus, Renaissance Columbus Westerville Hotel
- Toledo, Renaissance Toledo Downtown Hotel

- Oklahoma City, Renaissance Oklahoma City Convention Center Hotel
- Oklahoma City, Renaissance Waterford Oklahoma City Hotel
- Tulsa, Renaissance Tulsa Hotel & Convention Center

- Allentown, Renaissance Allentown Hotel
- Philadelphia, Renaissance Philadelphia Airport Hotel
- Philadelphia, Renaissance Philadelphia Downtown Hotel
- Pittsburgh, Renaissance Pittsburgh Hotel

- Providence, Renaissance Providence Downtown Hotel

- Charleston, Renaissance Charleston Historic District Hotel

- Nashville, Renaissance Nashville Hotel

- Austin, Renaissance Austin Hotel
- Dallas, Renaissance Dallas Hotel
- Dallas, Renaissance Dallas at Plano Legacy West
- Dallas, Renaissance Dallas Addison Hotel
- Fort Worth, The Worthington Renaissance Fort Worth Hotel
- Richardson, Renaissance Dallas Richardson Hotel

- Arlington, Renaissance Arlington Capital View Hotel
- Portsmouth, Renaissance Portsmouth-Norfolk Waterfront Hotel

- Seattle, Renaissance Seattle Hotel

### Südamerika
- Cancun, Renaissance Cancun Resort & Marina
- La Castellana, Renaissance Caracas La Castellana
- Vitacura Santiago, Renaissance Santiago Chile
- São Paulo, Renaissance Sao Paulo Hotel[1]

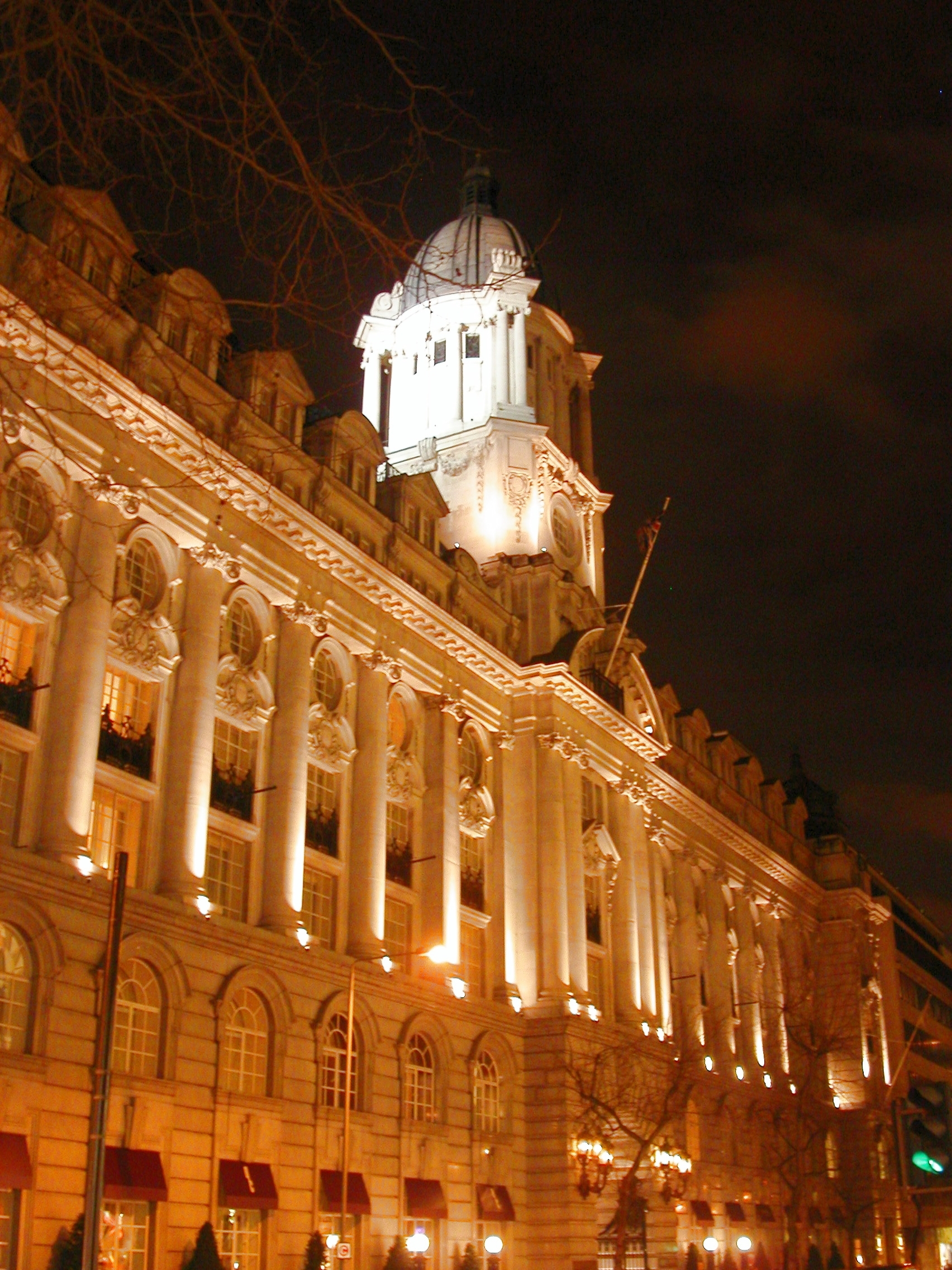
Renaissance London Chancery Court Hotel in London, Vereinigtes Königreich
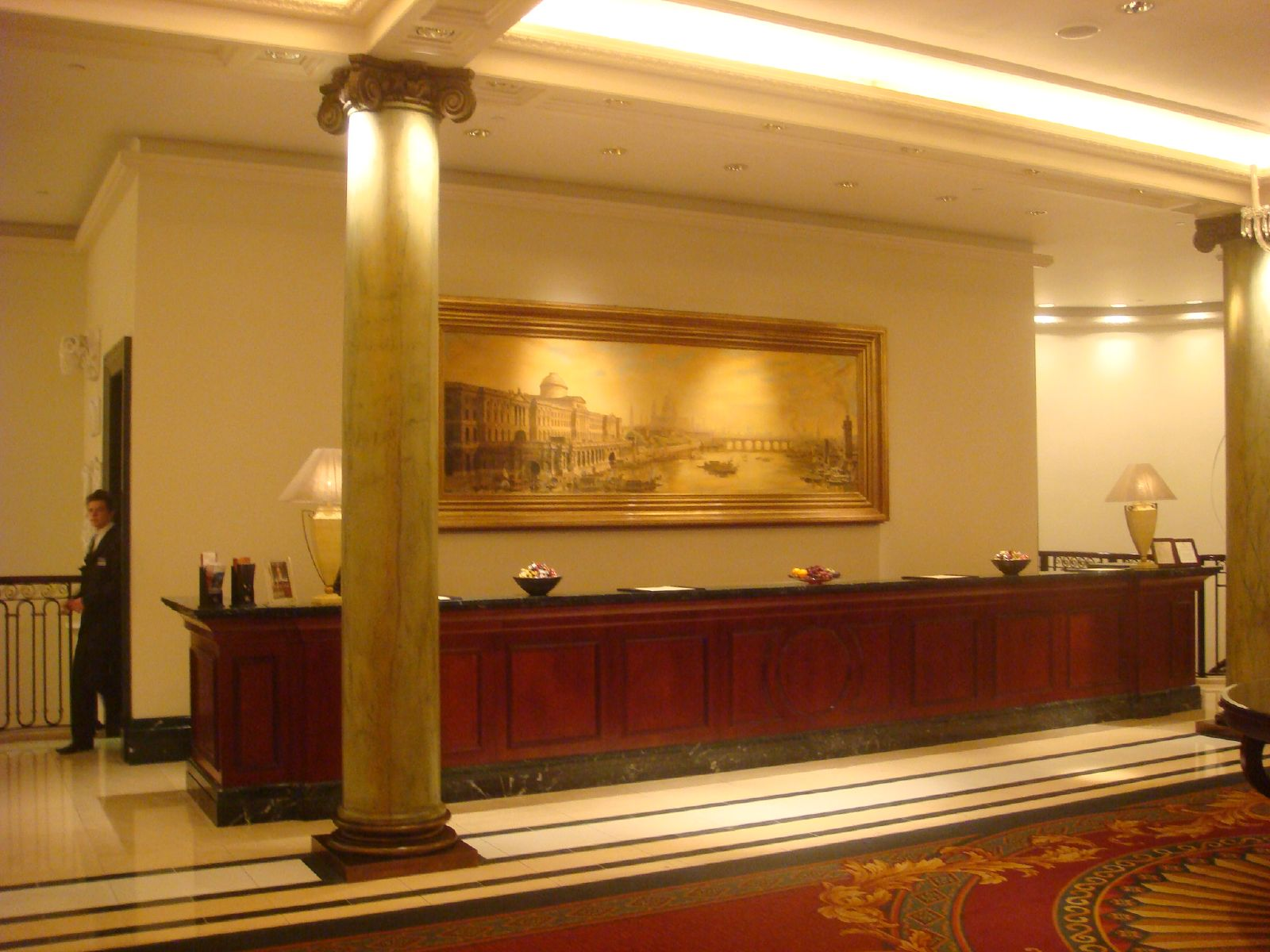
Rezeption im Renaissance London Chancery Court Hotel
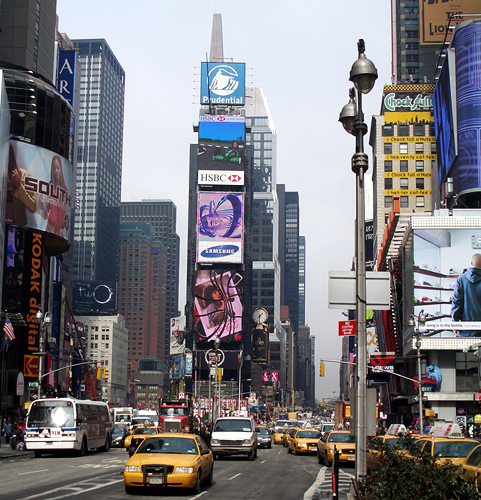
Das Renaissance New York Times Square Hotel in New York befindet sich direkt hinter der berühmten, hohen „Leuchtreklame-Wand“ des Times Square, hier in der Bildmitte
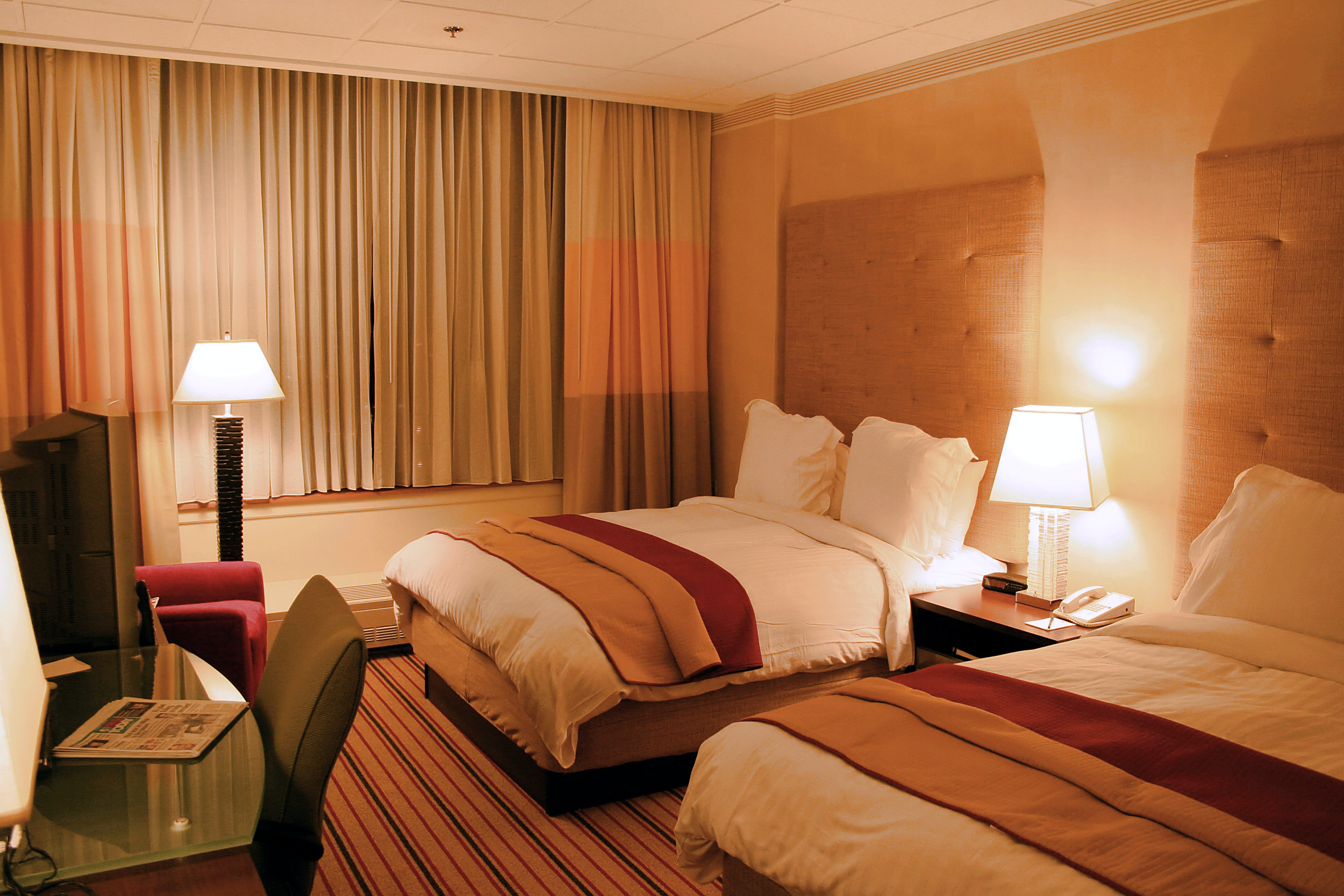
Ein Zimmer des Renaissance Columbus Downtown Hotel in Columbus (Ohio), Vereinigte Staaten
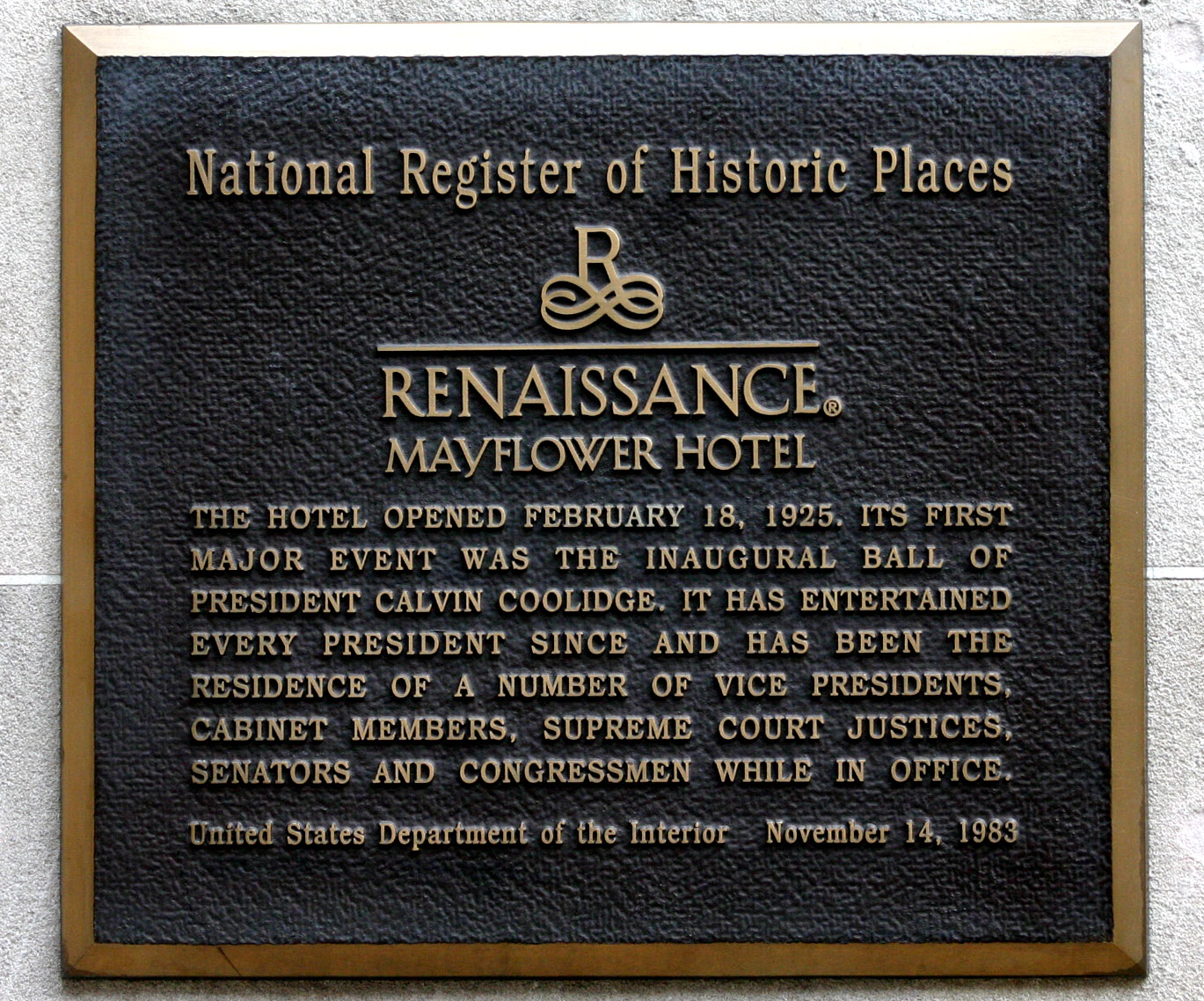
Tafel am The Mayflower Renaissance Washington, DC Hotel, welche das Hotel als Kulturdenkmal der USA (National Register of Historic Places) ausweist
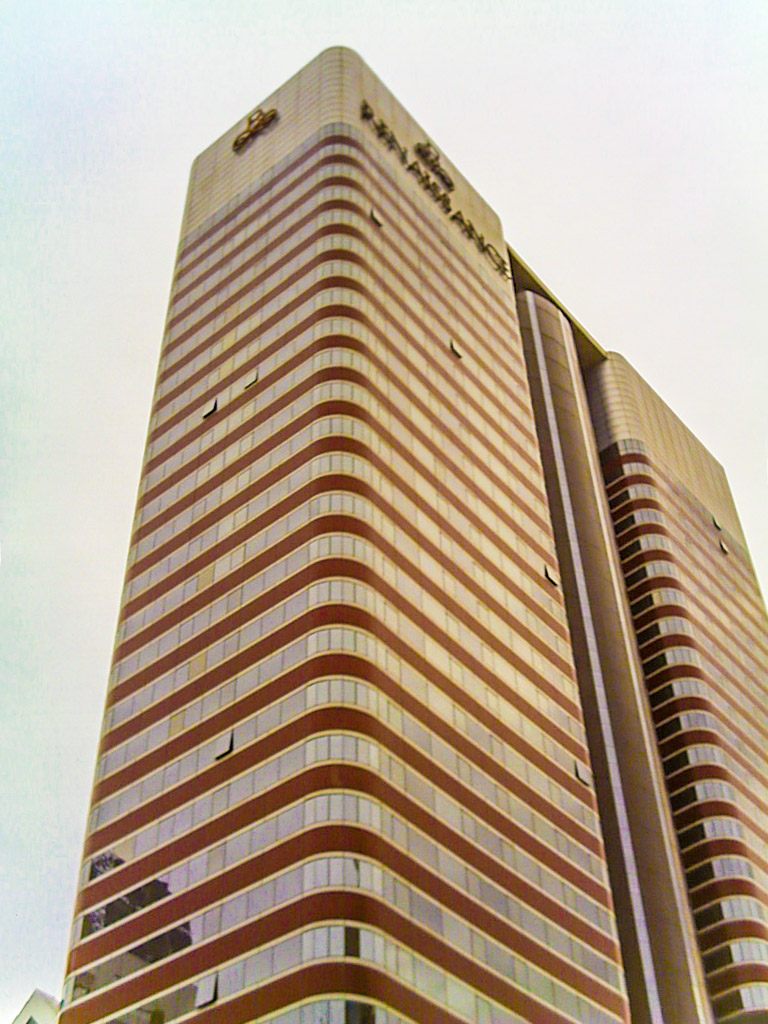
Renaissance São Paulo Hotel in São Paulo, Brasilien